# MDR-Rundfunkchor
Der MDR-Rundfunkchor ist der größte und älteste Rundfunkchor der ARD mit Sitz in Leipzig. Er gilt als einer der führenden Chöre Europas. Seinen heutigen Namen trägt er seit der Neugründung des Mitteldeutschen Rundfunks und der gleichzeitigen Übernahme des Chors im Jahr 1992. Der Chor wurde maßgeblich durch seinen jahrzehntelangen Leiter Herbert Kegel sowie durch die regelmäßige Zusammenarbeit mit dem MDR-Sinfonieorchester geprägt.

## Geschichte
Die Ursprünge des MDR-Rundfunkchors gehen auf die Leipziger Oratorienvereinigung zurück. Sie trat erstmals am 14. Dezember 1924 in einer Sendung der Mitteldeutschen Rundfunk AG (MIRAG) mit Haydns Schöpfung unter Alfred Szendrei auf. 1931 gab es zum ersten Mal eine Sendung mit dem Leipziger Solistenchor. Gleichzeitig trat die Leipziger Oratorienvereinigung letztmals auf.
Am 1. Juli 1934 wurde der Leipziger Solistenchor in Kammerchor bzw. später Chor des Reichssenders Leipzig umbenannt. 1934 trat der nachmalige Chorleiter Heinrich Werlé häufig als Gastdirigent in Erscheinung. Von 1935 bis 1940 war Curt Kretzschmar Chorleiter. Aus dem Jahr 1937 sind erste erhalten gebliebene Aufnahmen überliefert: A-cappella-Aufnahme mit Volksliedern und Rundfunkaufnahme der Arie der Marie aus Donizettis La fille du régiment unter Curt Kretzschmar. 1940/41 war Friedbert Sammler Leiter des Chors. Im Mai 1941 wurde der Chor zum Reichssender München abgeordnet. Zum Ende des Jahres 1942 erfolgte die Auflösung. Vierzehn ehemalige Chormitglieder wurden von 1943 bis 1945 in den Bruckner-Chor St. Florian des Großdeutschen Rundfunks übernommen. Dieser wurde von Thomaskantor Günther Ramin aufgebaut und 1944 nach Linz transferiert.
Nach dem Zweiten Weltkrieg, im Herbst 1946, wurde zunächst Horst Karl Hessel Chorleiter. Am 1. August 1946 wurde die Solistenvereinigung als Kammerchor des Senders Leipzig durch den Mitteldeutschen Rundfunk übernommen. Am 1. Mai dirigierte Heinrich Werlé zwei Konzerte des Chors. Dieser bestand anfangs aus 27 männlichen und weiblichen Sängern. Im Jahr 1949 wurde Herbert Kegel Chorleiter. Ihn unterstützte ab 1952 Dietrich Knothe (Entlassung aus politischen Gründen im Oktober 1962), der vor allem für A-cappella-Werke und Einstudierungen vorgesehen war. Die Konzertreise durch Skandinavien (Dänemark, Finnland und Schweden) im Oktober 1957 markierte den internationalen Durchbruch des Chores. Noch im selben Jahr gastierte der Chor in der CSSR. 1964 wurde Horst Neumann als Gastdirigent verpflichtet; von 1967 bis 1978 und damit als Nachfolger von Armin Oeser war er Chorleiter. Ab 1969 gab der Chor Schülerkonzerte. Von 1978 bis 1980 hatte der Chor mit Jochen Wehner, Gerhard Richter und Gert Frischmuth interimsweise drei Dirigenten. 1980 übernahm Jörg-Peter Weigle die Chorleitung bzw. ab 1985 das Chefdirigat. 1982 gastierten der Chor und das Rundfunk-Sinfonieorchester Leipzig unter Wolf-Dieter Hauschild in Japan. Gert Frischmuth wurde 1988 Chefdirigent bzw. ab 1992 Chordirektor. Als erster Klangkörper der DDR gastierte der Chor im Januar 1989 unter Kurt Masur in Israel.
Im Zuge der Gründung des Mitteldeutschen Rundfunks (MDR) im Januar 1992 wurde der Rundfunkchor als MDR-Chor übernommen. Aus Anlass seines 50-jährigen Bestehens gab der Chor 1996 ein Jubiläumskonzert. 1998 übernahm der Brite Howard Arman den Posten des Chordirektors. 2004 wurde die A-cappella-Konzertreihe Nachtgesang in der evangelisch-lutherischen Peterskirche in Leipzig eingerichtet. Zwischen 2008 und 2014 reiste der Chor wiederholt nach Katar. Es folgten Gastspiele in Frankreich, Italien, Monaco und der Schweiz. In der Saison 2013/14 wurde Philipp Ahmann erster Gastdirigent. 2015 übernahm der Este Risto Joost die künstlerische Leitung des Chores.
Der MDR-Rundfunkchor hat ein umfassendes Repertoire (a cappella, chorsinfonische Werke, Ensemblegesang, weltlich und geistliche Musik). Außerdem ist er als Spezialensemble für Neue Musik mit zahlreichen Ur- und Erstaufführungen hervorgetreten u. a. Boris Blacher, Thomas Buchholz, Thomas Bürkholz, Alan Bush, Jean-Luc Darbellay, Paul Dessau, Paul-Heinz Dittrich, Hanns Eisler, Fritz Geißler, Sofia Gubaidulina, Hans Werner Henze, Günter Kochan, Marek Kopelent, Wilfried Krätzschmar, Ernst Hermann Meyer, Günter Neubert, Krzysztof Penderecki, Rudolf Wagner-Régeny, Gerhard Rosenfeld, Friedrich Schenker, Kurt Schwaen, Siegfried Thiele, Carlos Veerhoff und Udo Zimmermann. Über 200 Tonträger wurden bisher veröffentlicht. Der Chor gastierte u. a. bei dem Festival d’Aix-en-Provence, den Dresdner Musikfestspielen, den Proms in London, den Salzburger Festspielen und den Wiener Festwochen. Dirigenten wie Claudio Abbado, Karl Böhm, Riccardo Chailly, Colin Davis, Bernard Haitink, Herbert von Karajan, James Levine, Lorin Maazel, Kurt Masur, Sir Neville Marriner, Riccardo Muti, Roger Norrington, Seiji Ozawa, Georges Prêtre, Sir Simon Rattle und Wolfgang Sawallisch dirigierten bereits den Klangkörper. Neben der regelmäßigen Zusammenarbeit insbesondere mit dem MDR-Sinfonieorchester sowie dem Gewandhausorchester trat der Chor wiederholt mit der Dresdner Staatskapelle, der Dresdner Philharmonie und der Staatskapelle Weimar auf.

## Chorleiter
- Heinrich Werlé (1946)
- Horst Karl Hessel (1947–1948)
- Herbert Kegel (1949–1978)
- Wolf-Dieter Hauschild (1978–1980)
- Jörg-Peter Weigle (1980–1988)
- Gert Frischmuth (1988–1998)
- Howard Arman (1998–2013) – seit 2019 Ehrendirigent
- Risto Joost (2015–2019)
- Philipp Ahmann (2020–2025)
- Josep Vila i Casañas (ab 2025)

## Auszeichnungen
- 19??: Vaterländischer Verdienstorden in Bronze[2]
- 1969: Schallplattenpreis (Musik und Gesellschaft) für Benjamin Britten, War Requiem op. 66
- 19??: Grand Prix du Disque (Akademie Charles Cros) für Carl Orff, Trionfi[3]
- 1977: Gerhart-Eisler-Plakette in Gold[4]
- 1984: Kunstpreis der Stadt Leipzig
- 1993: Gramophone Classical Music Award für Mendelssohns Elias
- 2002: ECHO Klassik (Kategorie: Chorwerkeinspielung des Jahres) für: Sergei Rachmaninow, Vesper op. 37
- 2002: Gramophone Classical Music Award (Choral) für Schönbergs Gurrelieder
- 2005: ECHO Klassik (Kategorie: Chorwerkeinspielung des 17./18. Jahrhunderts) für: Carl Heinrich Graun, Der Tod Jesu
- 2006: Supersonic Award (Pizzicato) für Ludwig van Beethoven, Messe in C-Dur
- 2007: Bestenliste 4/2007 des Preises der deutschen Schallplattenkritik (Kategorie: Chorwerke) für: Arnold Schönberg, Gurre-Lieder
- 2008: Midem Classical Award für: Arnold Schönberg, Gurre-Lieder
- 2008: Nominierung für einen Grammy für: Arnold Schönberg, Gurre-Lieder
- 2013: Europäischer Kulturpreis
- 2017: Bestenliste 4/2017 des Preises der deutschen Schallplattenkritik (Kategorie: Orchestermusik) für Ludwig van Beethoven, Sinfonien
- 2017: International Classical Music Awards (Kategorie: Chormusik) für: Max Reger Motetten op. 110
- 2018: Diapason d’or für Sergei Rachmaninow, Vesper op. 37